# Microstigma maculatum
Microstigma maculatum – gatunek ważki z rodziny łątkowatych (Coenagrionidae). Występuje w północnej części Ameryki Południowej; stwierdzony w Brazylii, Wenezueli, Gujanie, Surinamie i Gujanie Francuskiej.